# Avarua

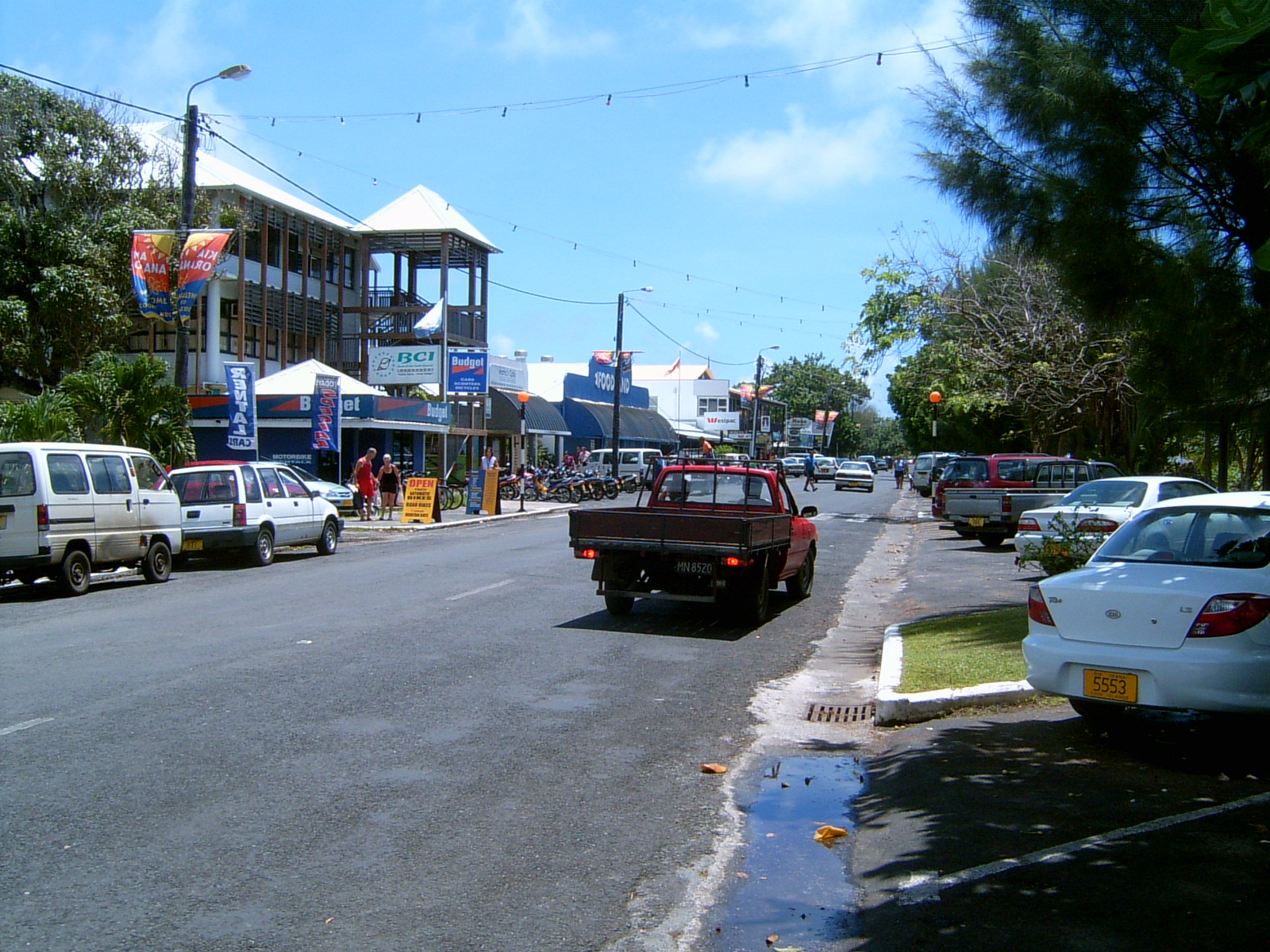
Strada principală din Avarua

Avarua este capitala Insulelor Cook care sunt situate în Pacificul de Sud. Insulele Cook formează un stat insular suveran care sunt într-o uniune cu Noua Zeelandă. Orașul se află pe coasta de nord a insulei vulcanice Rarotonga, care este amplasată la rândul ei în sudul grupului de insule. Avarua are un număr de 5.445 (2006) de locuitori, în oraș există un port mic (Avatiu) și un aeroport. Venitul principal al orașului provine din turism, produse agricole și pescărie.